# Тригонометричен полином
Тригонометричен полином е израз от вида
{\displaystyle P(t)=\sum _{n=-N}^{N}a_{n}e^{int}.}
Числата {\displaystyle a_{n}\in \mathbb {C} } се наричат коефициенти на полинома {\displaystyle P(t)}, а най-голямото n, такова че {\displaystyle |a_{n}|+|a_{-n}|\neq 0} се нарича степен на полинома. Индексът n е целочислен, за да може функцията {\displaystyle e^{int},n\in \mathbb {Z} } да бъде интегруема в интервала {\displaystyle \mathbb {T} =[0,2\pi )}. Тогава изразът {\displaystyle P(t)} дефинира функция, която е абсолютно интегруема и принадлежи на {\displaystyle L^{1}(\mathbb {T} )}.
Друг начин за записване на полинома е като преобразуваме сбора по формулата на Ойлер:
{\displaystyle P(t)=\sum _{n=-N}^{N}a_{n}\cos(nt)+\mathrm {i} \sum _{n=-N}^{N}a_{n}\sin(nt)\qquad (t\in \mathbf {R} ).}
Ако е известна функцията {\displaystyle P(t)}, коефициентите на полинома {\displaystyle a_{n}} могат да се пресметнат по формулата
{\displaystyle a_{n}={\frac {1}{2\pi }}\int _{\mathbb {T} }P(t)e^{-int}dt},
понеже интегралът {\displaystyle \int _{\mathbb {T} }e^{int}dt} е ненулев само ако {\displaystyle n=0}.
Тригонометричните полиноми са частен случай на редове на Фурие.
Тригонометричен полином от степен n може да има най-много n корена в интервала {\displaystyle [0,2\pi )}.

### Теорема на Вайерщрас за тригонометричните полиноми
Частен случай на теоремата на Вайерщрас е твърдението, че тригонометричните полиноми са навсякъде гъсти в пространството на непрекъснатите функции {\displaystyle C(\mathbb {T} )} с норма {\displaystyle \|f\|_{\infty }=\max _{t\in \mathbb {T} }|f(t)|}.

### Конволюция
Конволюцията на тригонометричен полином {\displaystyle P(t)} с функция {\displaystyle f\in L^{1}(\mathbb {T} )} се използва често в хармоничния анализ. Тя се изразява с формулата:
{\displaystyle P(t)=\sum _{n=-N}^{N}a_{n}e^{int}(P\ast f)(t)=\sum _{n=-N}^{N}a_{n}{\hat {f}}(n)e^{int}.}

### Приложения
Ядрата на Дирихле, Поасон, Фейер, Вале-Пусен и други редици от тригонометрични полиноми се използват за да се апроксимира реда на Фурие на f с определена точност.